# Calauag
Calauag é um município de  primeira classe de renda municipal (d) na província Quezon, nas Filipinas. De acordo com o censo de 1 de maio  de  2020 possui uma população de 71 809 pessoas e 18 133 domicílios.